# Viriat
Viriat è un comune francese di 6 808 abitanti situato nel dipartimento dell'Ain della regione dell'Alvernia-Rodano-Alpi.
Il territorio comunale è bagnato dalle acque del fiume Reyssouze.

## Storia

### Simboli
L'anelletto (in francese vire) evoca il nome del comune. La croce patente e la croce di Malta ricordano gli ordini religiosi cavallereschi dei Templari di Laumusse e degli Ospitalieri di San Giovanni di Gerusalemme che si insediarono a Viriat nel XII e XIII secolo. Le cinquefoglie sono riprese dallo stemma della famiglia Becerel.

## Società

### Evoluzione demografica
Abitanti censiti

## Amministrazione

### Gemellaggi
- Sorbolo Mezzani